# 松金田中鳑鲏
松金田中鰟鮍（學名：Tanakia somjinensis）為輻鰭魚綱鯉形目鱊科田中鳑鲏屬的一種，為溫帶淡水魚，被IUCN列為瀕危保育類動物，分布於亞洲韓國淡水流域，棲息在底中層水域，繁殖期時雌魚會將卵產在貽貝中，幼魚孵化而且停留在貝殼內中，直到它們能游泳。

## 扩展阅读
維基物種上的相關：松金田中鰟鮍